# サウスカロライナ大学
サウスカロライナ大学（University of South Carolina）は、アメリカ合衆国サウスカロライナ州の州立大学。キャンパスは複数の都市に分散しているが、州都コロンビアに学生の約7割が集まっているため、通常「サウスカロライナ大学」はコロンビア校だけを指すことが多い。

## 歴史

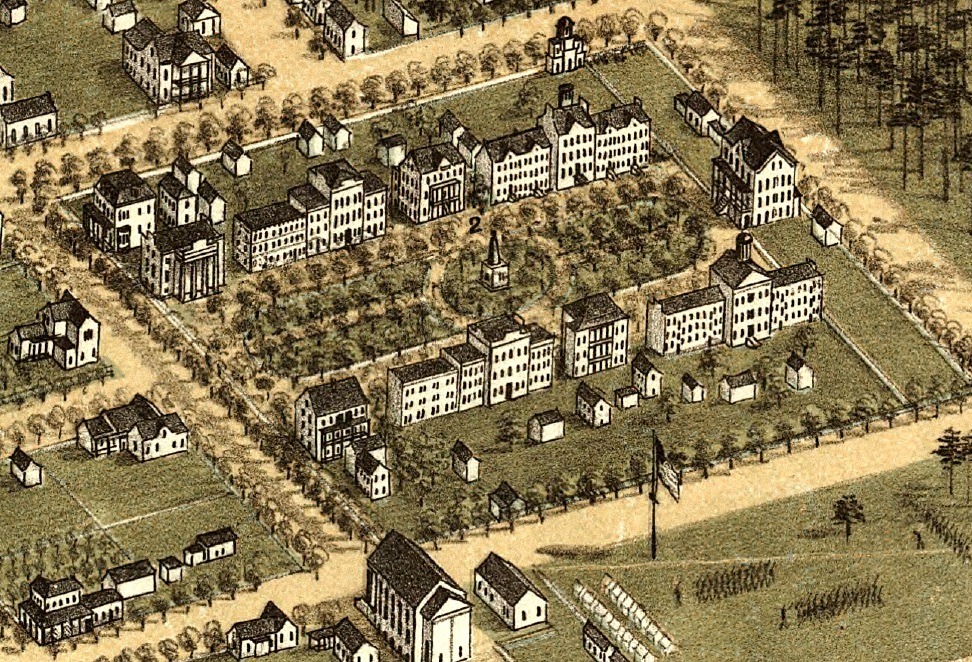
1872年のホースシュー

1801年にサウスカロライナ・カレッジとして設立。1805年に9人の生徒が入学して大学として機能し始めた。「ホースシュー」と呼ばれる楕円形の広場を中心にして大学の建物が建設された。南北戦争中には閉鎖になってしまうが、1866年にサウスカロライナ大学として再び授業を再開した。

## キャンパス
- フラッグシップキャンパス (Columbia)
- USCエイケン (Aiken)
- USCビューフォート (Beaufort)
- USCランカスター (Lancaster)
- USCサルクハッチー (Salkehatchie)
- USCサムター (Sumter)
- USCユニオン (Union)
- USAアップステイト (Upstate)
- システム総務 (System Affairs) (Columbia)

## 学部
人類学科 (Department of Anthropology)

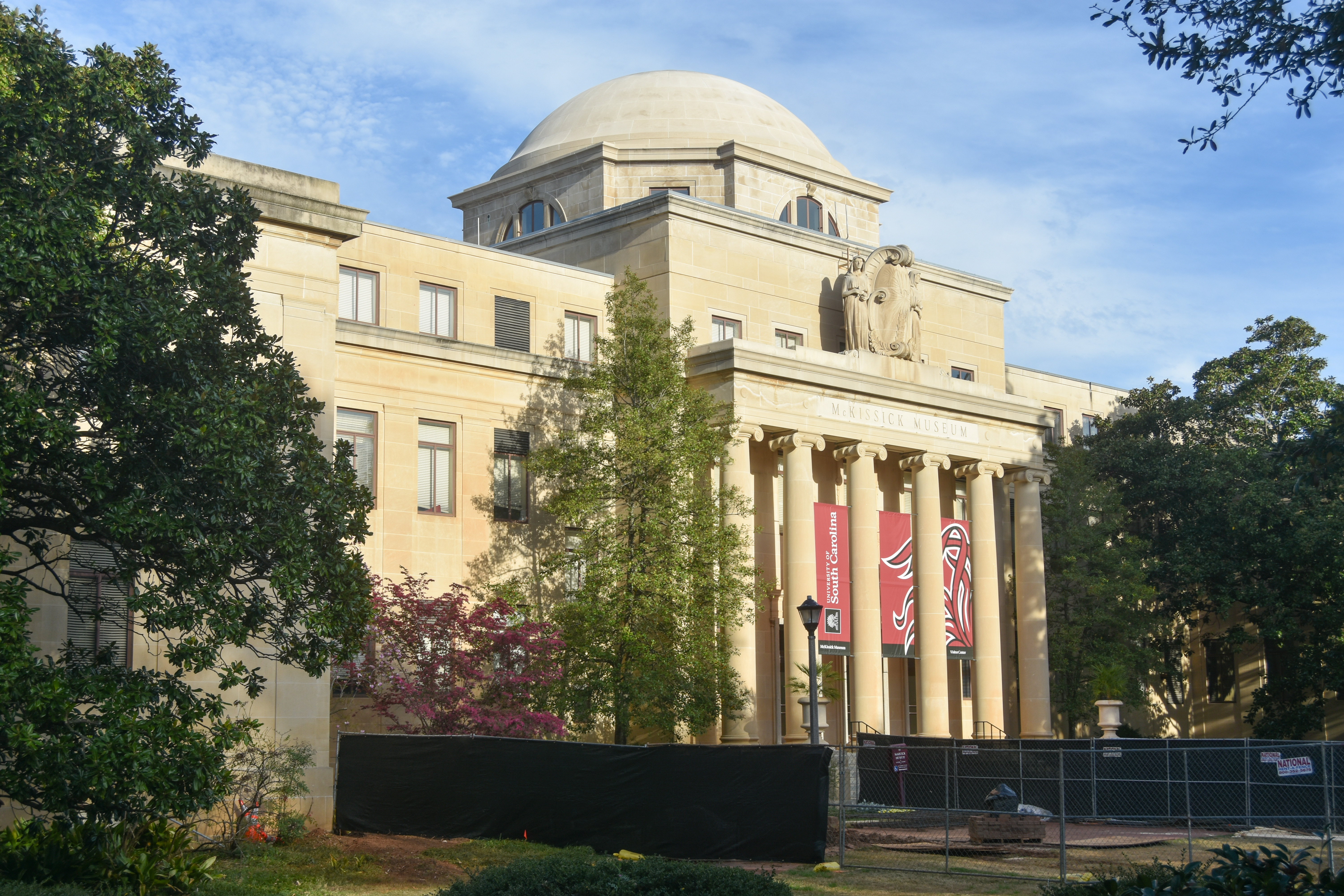
大学博物館

芸術学科 (Department of Art)
生物科学科 (Department of Biological Sciences)
化学・生物化学科 (Department of Chemistry and Biochemistry)
犯罪心理学・犯罪学科 (Department of Criminology and Criminal Justice)
海洋地球学科 (Department of Earth and Ocean Sciences)
英文科 (Department of English Language and Literature)
地理学科 (Department of Geography)
歴史学科 (Department of History)
言語・文学・文化学科 (Department of Languages, Literatures and Cultures)
数学科 (Department of Mathematics)
哲学科 (Department of Philosophy)
物理・宇宙科学科 (Department of Physics and Astronomy)
政治学科 (Department of Political Science)
心理学科 (Department of Psychology)
宗教学科 (Department of Religious Studies)
社会学科 (Department of Sociology)
統計学科 (Department of Statistics)
演劇・ダンス学科 (Department of Theatre and Dance)

## スポーツ
大学スポーツは、愛称ゲームコック・アスレチックス。又はゲームコックス。野球では、2010年及び2011年にメンズ・カレッジ・ワールドシリーズ（MCWS）で優勝している。

## 卒業生
- テレンス・トランメル：陸上選手
- ティファニー・ウィリアムズ：陸上選手
- デイヴィッド・L・ロビンズ : 作家
- カイト由利子 : 言語学者
- 鈴木基史 : 政治学者